# 1360-ті до н. е.

## Правителі
- фараон Єгипту Аменхотеп III
- цар Міттані Тушратта;
- царі Ассирії Еріба-Адад I та Ашшур-убалліт I;
- цар Вавилонії Кадашман-Елліль I;
- цар Хатті Суппілуліума I.